# Verlag Tribüne
Tribüne. Verlag und Druckereien des FDGB war ein Verlag in Berlin von 1945 bis 1990/91.

## Geschichte
Am 4. Dezember 1945 wurde Die Freie Gewerkschaft Verlagsgesellschaft GmbH (für die gleichnamige Zeitung) in das Handelsregister eingetragen. Sie befand sich im Gebäude des FDGB-Bezirksverbandes Groß-Berlin in der Wallstraße 53/65.
1950 wurde sie der SED-Verlagsorganisation Zentrag eingegliedert. 
Seit dem 10. Oktober 1950 war die offizielle Bezeichnung Tribüne. Verlag und Druckereien des FDGB. 1951 wurde das Gebäude Am Treptower Park 28–30 zum Sitz von Verlag und Druckerei.
Die inhaltlichen und wirtschaftlichen Entscheidungen des Verlages unterstanden letztendlich immer dem FDGB-Bundesvorstand.
Seit dem  19. März 1990 hieß er Verlag Tribüne Berlin GmbH, seit dem 14. September 1990 Treptower Verlagshaus GmbH. 
Seit Juli 1991 war die West-Berliner Mediengruppe Schmidt & Partner die alleinige Eigentümerin. Im Oktober wurde die Verlagstätigkeit eingestellt und die 80 Mitarbeiter entlassen.
Archivbestände befinden sich im Bundesarchiv und im Landesarchiv Berlin.

## Publikationen
Im Verlag Tribüne erschienen alle Schriften und Dokumente des FDGB, dazu Literatur zum Gewerkschaftswesen, zur Organisation von Betrieben, zu Arbeitsschutz und weiteren Themen des Arbeitslebens.
Dazu kamen belletristische Publikationen, zunächst insgesamt 325 Titel in 3,5 Exemplaren zwischen 1952 und 1963, von Autoren wie Lieselotte Welskopf-Henrich, Hans Marchwitza, Eduard Claudius und Stefan Heym. Ab 1972 gab es weitere belletristische Veröffentlichungen, von Jack London und anderen.
Außerdem wurden Sachbücher, wie praktische Ratgeber und Literatur über Gesellschaftsspiele (Altenburger Skatbuch), herausgegeben.
Die Tageszeitungen Tribüne und Deutsches Sportecho sowie einige Zeitschriften erschienen ebenfalls im Verlag.

Rudolf Bahro, Die Alternative, 1990

1990 wurde unter anderem Die Alternative des vorherigen DDR-Dissidenten Rudolf Bahro herausgegeben.